# NGC 5636
NGC 5636 is een balkspiraalstelsel in het sterrenbeeld Maagd. Het hemelobject werd op 30 april 1786 ontdekt door de Duits-Britse astronoom William Herschel.

## Synoniemen
- UGC 9304
- MCG 1-37-17
- ZWG 47.62
- PGC 51785